# وزارة العمل (البحرين)
وزارة العمل هي وزارة في حكومة مملكة البحرين، وهي مسؤولة عن تنظيم سوق العمل والتوظيف في البلاد. وزير العمل الحالي هو جميل محمد حميدان، منذ 13 يونيو 2022.

## مسؤوليات الوزارة
تتولى وزارة العمل العديد من المهام الحكوميَّة، مثل اعتماد لوائح الجزاءات وأنظمة العمل، وتأمين الوظائف للعاطلين والباحثين عن العمل بالإضافة إلى تدريبهم، والدعم المالي لمحدودي الدخل، واصدار شهادة البحرنة وغيرها.